# Лемонис, Маркус Энтони
Маркус Энтони Лемонис (англ. Marcus Anthony Lemonis, родился 16 ноября 1973 года в Бейруте) — американский бизнесмен ливанского происхождения, телеведущий и филантроп. Является председателем и генеральным директором компаний Camping World, Good Sam Enterprises, Gander RV и The House Boardshop. Известен как телеведущий реалити-шоу Спасти бизнес (в русской версии программа называется «Спасти бизнес») на канале CNBC.

## Биография

### Детство
Маркус Леомнис родился 16 ноября 1973 года в Бейруте, в Ливане. Его родителей звали Абдаллель (ливанец) и Нади (из города Банияса в Сирии). Мальчику дали имя Рикардо. Но в это время в Ливане царил хаос гражданской войны. Уже через четыре дня после рождения его оставили в приюте. 29 июля 1974 года мальчика усыновили Лео и София Лемонис, пара, проживавшая в Майами, Флорида. Его приемный отец по происхождению грек, а приёмная мать — ливанка. После усыновления мальчик получил имя Маркус.
Уже в юности Маркус Лемонис стал интересоваться бизнесов. В частности, автомобильным. Этому способствовало то, что его двоюродный дядя, Энтони Абрахам, владел двумя крупнейшими дилерскими центрами Chevrolet в Соединенных Штатах. Другом семьи Лемонисов был знаменитый менеджер Ли Якокка. Он стал наставником юного Маркуса, а также инвестором, когда молодой человек решил начать бизнес по производству автомобилей для путешествий. Ли Якокка вложил несколько миллионов долларов в этот проект.

### Образование
В 1991 году Лемонис окончил школу имени Христофора Колумба в округе Майами-Дейд, штат Флорида. В 1995 году он получил степень бакалавра политических наук со специализацией по криминологии в Университете Маркетта в Милуоки, штат Висконсин.

### Участие в выборах
Лемонис безуспешно баллотировался от демократической партии на место в Палате представителей штата Флорида вскоре после окончания учебы. Он проиграл выборы действующему депутату от республиканской партии Бруно Баррейро. Лемонис набрал 42,44 процента голосов, а его соперник 57,56 процента. Газета The Miami Herald назвала проигравшего «политическим неофитом», который «источает энергию и идеи».

### Карьера в автомобильном бизнесе
Потерпев неудачу на выборах Лемонис решил начать карьеру в автомобильном бизнесе. Он работал в Южной Флориде в автосалоне Chevrolet своего двоюродного дяди, Энтони Абрахама. Этот дилерский центр был приобретен компаний AutoNation в 1997 году. Впоследствии Лемонис занимал несколько управленческих должностей при новом собственнике.
Друг семьи, Ли Яккока, однажды сказал Лемонису, что хочет "создать крупнейшую сеть по продаже и производству автокемперов (автодомов), поскольку существующая бизнес-модель в Соединенных Штатах не очень эффективна. Яккока помог Лемонису приобрести супермаркеты Holiday RV Superstores. С июня 2001 года по февраль 2003 года Маркус занимал должность генерального директора Holiday RV Superstores Inc. После этого он стал соучредителем компании FreedomRoads и начал приобретать дилерские центры RV. В 2006 году компания объединилась с Camping Worl. В новом предприятии Лемонисом стал генеральным директором. В 2011 году, произошло слияние с Good Sam Enterprises. И снова руководителем оказался Лемонис.
В 2008 году британская аудиторско-консалтинговая компания Ernst & Young назвала Лемониса «Предпринимателем года».
В октябре 2016 года Camping World стала публичной компанией. На Нью-Йоркской фондовой бирже акции компании начали продаваться по стартовой цене 22 доллара. Вскоре рыночная стоимость Camping World достигла двух миллиардов долларов. По состоянию на 24 декабря 2021 года Camping World торговалась по цене 39,56 доллара за акцию.
В апреле 2017 года Camping World объявила о приобретении активов Gander Mountain, компании по продаже снаряжения для кемпинга, рыбалки и охоты.
В июле 2017 года Camping World объявила о приобретении The House Boardshop, интернет-магазина, специализирующегося на продаже велосипедов, парусных досок, скейтбордов, вейкбордов, сноубордов и снаряжения для активного отдыха.

### Автогонки

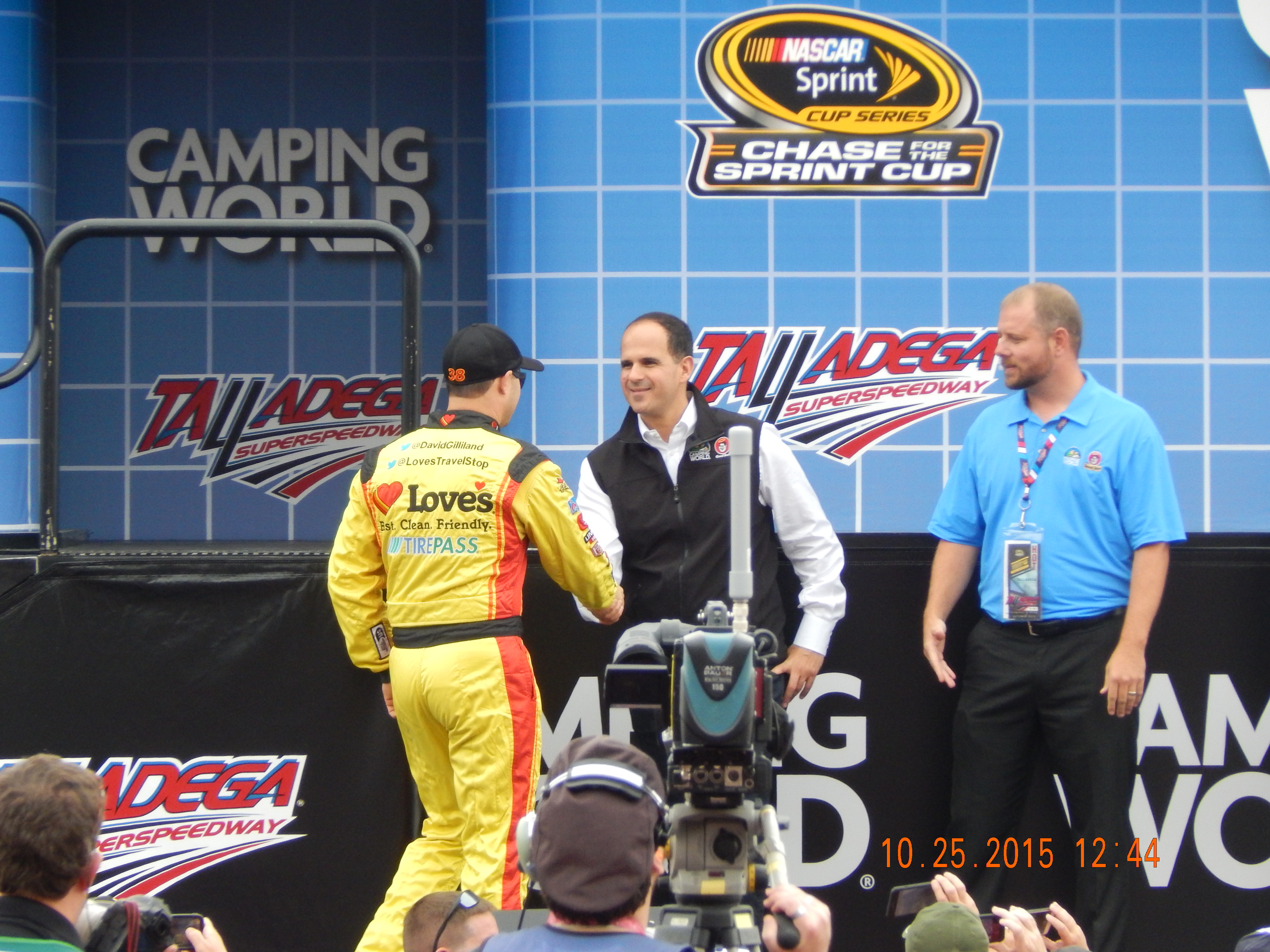
Марку Лемонис на церемонии награждения победителей гонок NASCAR

Будучи генеральным директором компании Camping World в 2006 году Лемонис вступил в переговоры о спонсировании известного автогонщика серии NASCAR Джона Андретти. В 2007 году Маркус объявил, что Camping World берёт на себя спонсорство серии NASCAR East Series от Busch Beer на сезон 2008—2009 годов. При этом турнир был переименован в NASCAR Camping World. В том же году было объявлено о спонсорстве тогдашней серии Craftsman Truck Series, переименованной в NASCAR Camping World. Таким образом компания Лемониса стала одним из трех крупнейших спонсоров этого вида соревнований. В 2014 году спонсирование автогонок было возобновлено.

### Телевизионная карьера
В 2010 году Лемонис появился в двух эпизодах программы NBC The Celebrity Apprentice. В 2012 году он принял участие в съёмках эпизода сериала ABC The Secret Millionaire. Вернувшись в свой родной город Майами, он помогал местным благотворительным организациям.
В 2013 году Лемонис стал ведущим реалити-шоу «Спасти бизнес» на телеканале CNBC. В программе он занимался реорганизацией многообещающих, но испытывающих проблемы предприятий малого бизнеса. При этом Лемонис вкладывает свои собственные деньги в долевое владение бизнесом, чтобы сделать его прибыльным.
В 2017 году Лемонис снялся и стал сопродюсером программы CNBC The Partner. В этом шоу он ищет бизнес-менеджера, который поможет ему управлять бизнесом, купленным по ходу съёмок программы «Спасти бизнес».
В августе 2021 года NBCUniversal и Lemonis были обвинены в разрушительной деловой практике. Претензии предъявили более 50 малых предприятий, принимавших участие в съёмках шоу «Спасти бизнес».
В 2021 году было объявлено, что Лемонис и продюсер Нэнси Гласс приобрели права на игровое шоу Let's Make a Deal.

## Личная жизнь
В 2003 году Маркус Лемонис женился на Иле Лемонис (в девичестве Пенфолд). Однако вскоре он начал встречаться со звездой сериала «Настоящие домохозяйки Нью-Йорка» Бетенни Франкель. В 2017 году Маркус и Ила развелись.
В 2018 году Лемонис женился на Роберте «Бобби» Раффел. Семья проживет в городе Лейк-Форест, штат Иллинойс.

## Благотворительность
В 2020 году Лемонис основал фонд Lemon-AID. Фонд поддерживает женщин и предпринимателей из числа меньшинств, а также малый бизнес. Кроме того, Лемонис основал Центр бизнес-обучения, виртуальную платформу бизнес-инструментов для тех, кто борется с последствиями пандемии COVID-19. Он пожертвовал значительные учебным заведениям, в которых учился: школе Христофора Колумба и университету Маркетта. Предприниматель поддерживал программу Joffrey Ballet Bridge Program в системе государственных школ Чикаго. В 2016—2017 годах компания Lemonis проводила кампанию в поддержку спортивной программы Университета Майами. После взрыва в Нэшвилле в 2020 году Лемонис учредил фонд для поддержки владельцев бизнеса, пострадавших от случившегося.